# 鰻形條鰍
鰻形條鰍（學名：Nemacheilus anguilla）為輻鰭魚綱鯉形目條鰍科條鰍屬的其中一種。分布於亞洲印度西高止山西部淡水流域，本魚體細長，口下位，具觸鬚3對，體上半部為淺褐色，並具有數條深褐色寬橫帶，下半部銀白色，體側中央沿著側線具一條帶金屬光澤的橄欖綠縱帶，背鰭、尾鰭淡紅色，體長可達5公分，棲息在礫石底質的河川底層水域，生活習性不明。可做為觀賞魚，飼養時水族箱應該有一個不錯的流速和充氧，底下放置光滑的圓形鵝卵石和沙子或細粒礫石。

## 扩展阅读
維基物種上的相關：鰻形條鰍